# PlayWay
PlayWay S.A. — польская студия по разработке и издательству компьютерных игр, была создана в 2011 году.
Компания занимается производством и выпуском компьютерных игр, в основном, бюджетных, а также финансово поддерживает проекты других отечественных разработчиков. На данный момент компания сотрудничает с несколькими десятков групп разработчиков.
В октябре 2016 года компания официально дебютировала на основном рынке GPW.

## История
Изначально компания называлась Play и была основана в 2003 году Кшиштофом и его братом Яцеком, занимались они тем, что продавали пиратские копии различных игр, но когда правила продажи ужесточились они начали продавать сборники по дешёвой лицензии, но и этого показалось разработчикам мало и они решили выпустить свою первую игру "Maluch Racer",  игру признали чуть ли не худшей игрой всех времён, но продавалась она хорошо и за ней последовал сиквел "Maluch Racer 2", в 2009 году вышла заключающая "Maluch Racer 3", с тех пор разработчики поняли что наработки придётся пересмотреть, поскольку в мире случился финансовый кризис, братья чуть позже начали спорить и разошлись, старший брат основал студию Dev4play в 2016 году, а младший PlayWay в 2011 году. В октябре 2016 года Playway была зарегистрирована на Варшавской фондовой бирже и вошла в индекс 80 крупнейших компаний Польши.
В 2021 году компания опубликовала отчёт за 2020 год о проделанной работе и о общем заработке который составил более 53 миллионов долларов.

## Игры
Одними из известнейших продуктов, изданных PlayWay, являются игра House Flipper и серия игр Car Mechanic Simulator: за полтора года существования Car Mechanic Simulator 2018 было продано более 800 000 копий, а за один 2018 год было продано около 700 000 копий симулятора ремонта домов.
| Название                           | Разработчик                  | Год  |
| ---------------------------------- | ---------------------------- | ---- |
| I Am Jesus Christ                  | SimulaM                      | 2023 |
| Contraband Police                  | Crazy Rocks                  | 2023 |
| Farmer's Life                      | FreeMind S.A.                | 2021 |
| Car Trader Simulator               | Live Motion Games            | 2020 |
| Cooking Simulator                  | Big Cheese Studio            | 2019 |
| Bad Dream Fever                    | Desert Fox                   | 2018 |
| Thief Simulator                    | Noble Muffins                | 2018 |
| The Works of Mercy                 | Pentacle                     | 2018 |
| ESport Manager                     | InImages                     | 2018 |
| Agony                              | Madmind Studio               | 2018 |
| Farm Manager 2018                  | Cleversan Software           | 2018 |
| House Flipper                      | Empyrean                     | 2018 |
| Demolish & Build 2018              | Noble Muffins                | 2018 |
| Ultimate Fishing Simulator         | Ultimate Games SA, Bit Golem | 2018 |
| Gold Rush: The Game                | Code Horizon                 | 2017 |
| Project Remedium                   | Atomic Jelly                 | 2017 |
| Car Mechanic Simulator 2018        | Red Dot Games                | 2017 |
| Farm Expert 2018 Mobile            | PlayWay S.A.                 | 2017 |
| Ultimate Fishing Simulator Mobile  | PlayWay S.A.                 | 2017 |
| Slice, Dice & Rice                 | Dojo Games                   | 2017 |
| Train Mechanic Simulator 2017      | Si7 Studio                   | 2017 |
| Bad Dream Coma                     | Desert Fox                   | 2017 |
| 911 Operator                       | Jutsu Games                  | 2017 |
| Robot Squad Simulator 2017         | Bit Golem                    | 2017 |
| Ships 2017                         | FragOut                      | 2017 |
| Demolish & Build Company 2017      | Noble Muffins                | 2017 |
| Giant Machines 2017                | Code Horizon                 | 2016 |
| Farm Expert 2017                   | Silden                       | 2016 |
| The Way                            | Puzzling Dream               | 2016 |
| Truck Mechanic 2015                | PlayWay S.A.                 | 2015 |
| Construction Machines 2016         | Noble Muffins                | 2015 |
| Helicopter: Natural Disasters      | Si7                          | 2015 |
| Car Mechanic Simulator 2015        | Red Dot Games                | 2014 |
| Professional Farmer 2015           | PlayWay S.A.                 | 2014 |
| Chronicle Keepers: Dreaming Garden | Novaq Games                  | 2014 |
| Farm Machines Championships 2014   | Silden                       | 2014 |
| Car Mechanic Simulator 2014        | Red Dot Games                | 2014 |
| Diner Mania                        | InImages                     | 2014 |
| Construction Machines 2014         | GameCask                     | 2013 |
| OddPlanet                          | Indievision                  | 2013 |
| Construction Machines 2013         | Gamecask                     | 2013 |
| Old Village Simulator 1962         | PlayWay S.A.                 | 2012 |
| Crazy Cooking                      | Rhema Group                  | 2012 |
| Farm Machines Championships 2013   | PlayWay S.A.                 | 2012 |
| American LowRiders                 | Red Dot Games                | 2012 |
| Karate Panda                       | Moriquendi                   | 2010 |

## Комментарии
1. ↑  3 и 4 квартал 2017 года и весь 2018 год.